# Туомас Грянман
Туомас Грянман (фін. Tuomas Grönman, нар. 22 березня 1974, Війтасаарі) — фінський хокеїст, що грав на позиції захисника. Грав за збірну команду Фінляндії.

## Клубна кар'єра
Туомас розпочав кар'єру хокеїста в молодіжній команді «Лукко» з першого дивізіону фінського чемпіонату, в якій він виступав до 1991 року, в якому став гравцем «Такома Рокетс» із Західній хокейній лізі. Після цього виборов право взяти участь у драфті НХЛ 1992 року, на якому був обраний у другому раунді під 29-им загальним номером командою «Квебек Нордікс». Проте захисник повернувся на батьківщину, де в складі «Лукко» дебютував у сезоні 1992/93 років СМ-Лійги. У цьому сезоні Грянман відзначився 3-ма голами та 14-ма набраними очками у 48-ми матчах, завдяки цьому потрапив до Збірної новачків СМ-Лійги. У наступному сезоні Туомас і його команда посіли третє місце в національному чемпіонаті, після чого гравець перейшов до лідера фінського хокею, ТПС, в складі якого виборов титул переможця чемпіонату Фінляндії 1994/95. Це чемпіонство стало першим та єдиним у кар'єрі хокеїста. У 1996 році у складі команди з Турку став віце-чемпіоном країни.
Влітку 1996 року Грянман перейшов до «Чикаго Блекгокс» з НХЛ й наступного сезону провів у складі «Чорних яструбів» 16 матчів. Проте більшу частину сезону фін провів у складі фарм-клубу «Чикаго», «Індіанаполіс Айс» з ІХЛ. Напередодні початку сезону 1997/98 років Туомас повернувся з «Індіанаполіса» й 27 жовтня 1997 року був обміняний на Грега Джонсона з «Піттсбург Пінгвінс». За підсумками свого першого сезону в складі «Пінгвінів» Туомас зіграв 23 поєдинки в НХЛ та 34 матчі в ІХЛ в складі фарм-клубу «Піттсбурга», «Сіракьюз Кранч». Але потім Грянман через травму коліна пропустив більшу частину сезону, в якому встиг зіграти усього 4 поєдинки у складі іншого фарм-клубу «Піттсбурга», «Канзас-Сіті Блейдс». 
Загалом провів 39 матчів у НХЛ, включаючи 1 гру плей-оф Кубка Стенлі.
Після трьох років перебування в Північній Америці, влітку 1999 року Туомас повернувся до Фінляндії, де став срібним призером національного чемпіонату в складі «Йокеріта» (Гельсінкі). Останніми у професіональній кар'єрі Туомаса були «Лукко» та ТПС, по завершенні сезону 2003 року в СМ-Лійзі завершив активну кар'єру.

## Кар'єра в збірній
У складі збірної Фінляндії U-20 брав участь у Чемпіонатах світу 1992, 1993 та 1994 років, а також у Зимових олімпійських іграх 1998 року в Наґано.

## Статистика
| Сезон        | Клуб                 | Ліга         | Регулярний сезон | Регулярний сезон | Регулярний сезон | Регулярний сезон | Регулярний сезон | Плей-оф | Плей-оф | Плей-оф | Плей-оф | Плей-оф |
| Сезон        | Клуб                 | Ліга         | І                | Г                | П                | О                | ШХ               | І       | Г       | П       | О       | ШХ      |
| ------------ | -------------------- | ------------ | ---------------- | ---------------- | ---------------- | ---------------- | ---------------- | ------- | ------- | ------- | ------- | ------- |
| 1991–92      | Такома Рокетс        | ЗХЛ          | 61               | 5                | 18               | 23               | 102              | 4       | 0       | 1       | 1       | 2       |
| 1992–93      | «Лукко»              | СМ-Л         | 45               | 2                | 11               | 13               | 46               | —       | —       | —       | —       | —       |
| 1993–94      | «Лукко»              | СМ-Лііга     | 44               | 4                | 12               | 16               | 60               | 9       | 0       | 1       | 1       | 14      |
| 1994–95      | ТПС                  | СМ-Лііга     | 47               | 4                | 20               | 24               | 66               | 13      | 2       | 2       | 4       | 43      |
| 1995–96      | ТПС                  | СМ-Лііга     | 32               | 5                | 7                | 12               | 85               | 11      | 1       | 4       | 5       | 16      |
| 1996–97      | Індіанаполіс Айс     | МХЛ          | 51               | 5                | 16               | 21               | 89               | 4       | 1       | 1       | 2       | 6       |
| 1996–97      | «Чикаго Блекгокс»    | НХЛ          | 16               | 0                | 1                | 1                | 13               | —       | —       | —       | —       | —       |
| 1997–98      | Індіанаполіс Айс     | МХЛ          | 6                | 0                | 3                | 3                | 6                | —       | —       | —       | —       | —       |
| 1997–98      | «Піттсбург Пінгвінс» | НХЛ          | 22               | 1                | 2                | 3                | 25               | 1       | 0       | 0       | 0       | 0       |
| 1997–98      | Сіракуз Кранч        | АХЛ          | 33               | 6                | 14               | 20               | 45               | —       | —       | —       | —       | —       |
| 1998–99      | Канзас Сіті Блейдс   | МХЛ          | 4                | 0                | 0                | 0                | 0                | —       | —       | —       | —       | —       |
| 1999–00      | «Йокеріт»            | СМ-Лііга     | 51               | 1                | 9                | 10               | 72               | 1       | 0       | 0       | 0       | 0       |
| 2000–01      | «Лукко»              | СМ-Лііга     | 25               | 0                | 4                | 4                | 74               | 3       | 0       | 0       | 0       | 14      |
| 2001–02      | «Лукко»              | СМ-Лііга     | 18               | 0                | 2                | 2                | 26               | —       | —       | —       | —       | —       |
| 2002–03      | ТПС                  | СМ-Лііга     | 52               | 3                | 6                | 9                | 85               | 7       | 0       | 0       | 0       | 8       |
| Усього в НХЛ | Усього в НХЛ         | Усього в НХЛ | 38               | 1                | 3                | 4                | 38               | 1       | 0       | 0       | 0       | 0       |